# Henrik Blakskjær
Henrik Blakskjær (* 8. Juli 1971) ist ein ehemaliger dänischer Segler.

## Erfolge
Henrik Blakskjær war bei den Olympischen Spielen 2000 in Sydney in der Bootsklasse Soling neben Thomas Jacobsen Crewmitglied des dänischen Bootes von Skipper Jesper Bank. Nach sechs Wettfahrten im Fleet Race qualifizierten sie sich mit 45 Punkten als Zwölfte für die Zwischenrunde, die im Match Race ausgetragen wurde. Sie gewannen ihre Gruppe mit vier zu eins Siegen und erzielten dasselbe Resultat im Viertelfinale, das ebenfalls in einer Gruppe ausgetragen wurde. Es folgte ein 3:1-Sieg gegen Norwegen im Halbfinale, woraufhin es zum Finalduell gegen das von Jochen Schümann angeführte deutsche Boot kam. Mit vier zu drei setzten sich die Dänen durch und wurden damit Olympiasieger.
Blakskjær segelte für das United Internet Team Germany beim 32. America’s Cup.